# Holmfrid Olsson
Holmfrid Olsson (* 20. Mai 1943 in Rörbäcksnäs, Dalarna, Schweden; † 27. Januar 2009) war ein schwedischer Biathlet.
Olsson stammte aus der kleinen Gemeinde Rörbäcksnäs bei Malung-Sälen und startete für den Verein Rörbäcksnäs Skytteförening. Bei den Weltmeisterschaften 1966 und 1967 gewann er jeweils mit der 4 × 7,5-km-Staffel die Bronzemedaille; beide Male lief die Staffel in der Besetzung Olle Petrusson, Tore Eriksson, Olsson und Sture Ohlin. Im Einzel verpasste er 1966 als Vierter knapp das Podium, es war seine beste Einzelplatzierung bei einem internationalen Großereignis.
Auch bei den Olympischen Winterspielen 1968 in Grenoble gehörte er zur schwedischen Staffel und gewann mit Olle Petrusson, Lars-Göran Arwidson und Tore Eriksson erneut eine Bronzemedaille. Im Einzelrennen konnte er nach sechs Schießfehlern den 20. Platz belegen. Bei den Olympischen Spielen 1972 gehörte er wieder zur schwedischen Olympiamannschaft. Als 21. im Einzel und Fünfter mit der Staffel blieb ihm eine weitere Medaille versagt.
Olsson starb am 27. Januar 2009 im Alter von 65 Jahren.